# リモート・マニピュレーター

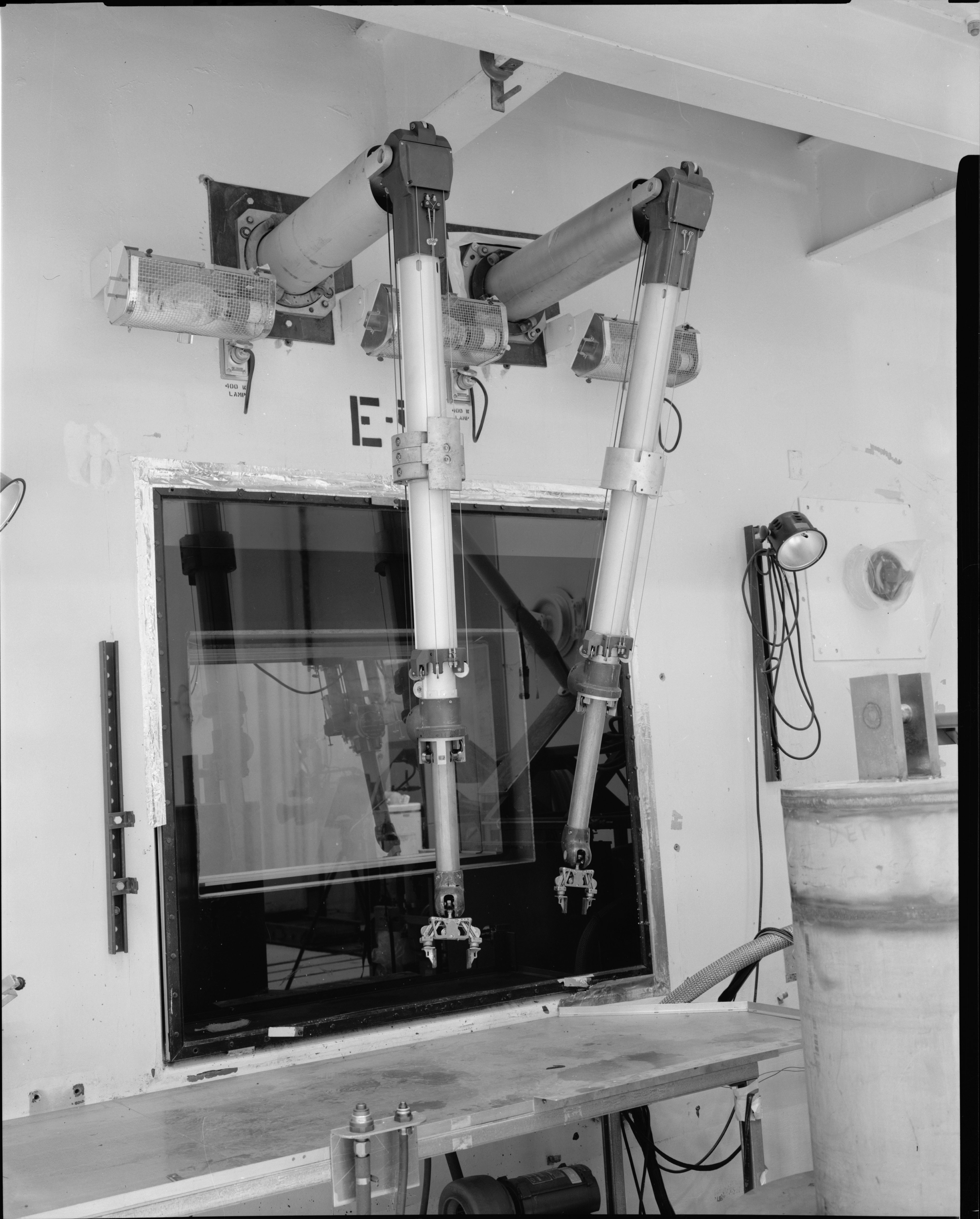
ネバダ核実験場のエリア25にあるエンジン保守組立および分解施設のホットベイ内のマニピュレーターアーム。

リモート・マニピュレーター（英: remote manipulator）は、電子的、油圧的または機械的なリンケージにより、人間のオペレーターが手のようなメカニズムを制御する装置。このような装置の目的は、通常、クレーンゲームの操作やプレイと同様に、安全上の理由から危険物を移動または操作する。
テレファクター（英: telefactor）やテレマニピュレーター（英: telemanipulator）、またはウォルド（英: waldo、1942年、ロバート・A・ハインラインの短編「ウォルド」で装置を発明し使用する男性が登場する）などともいう。

## 歴史

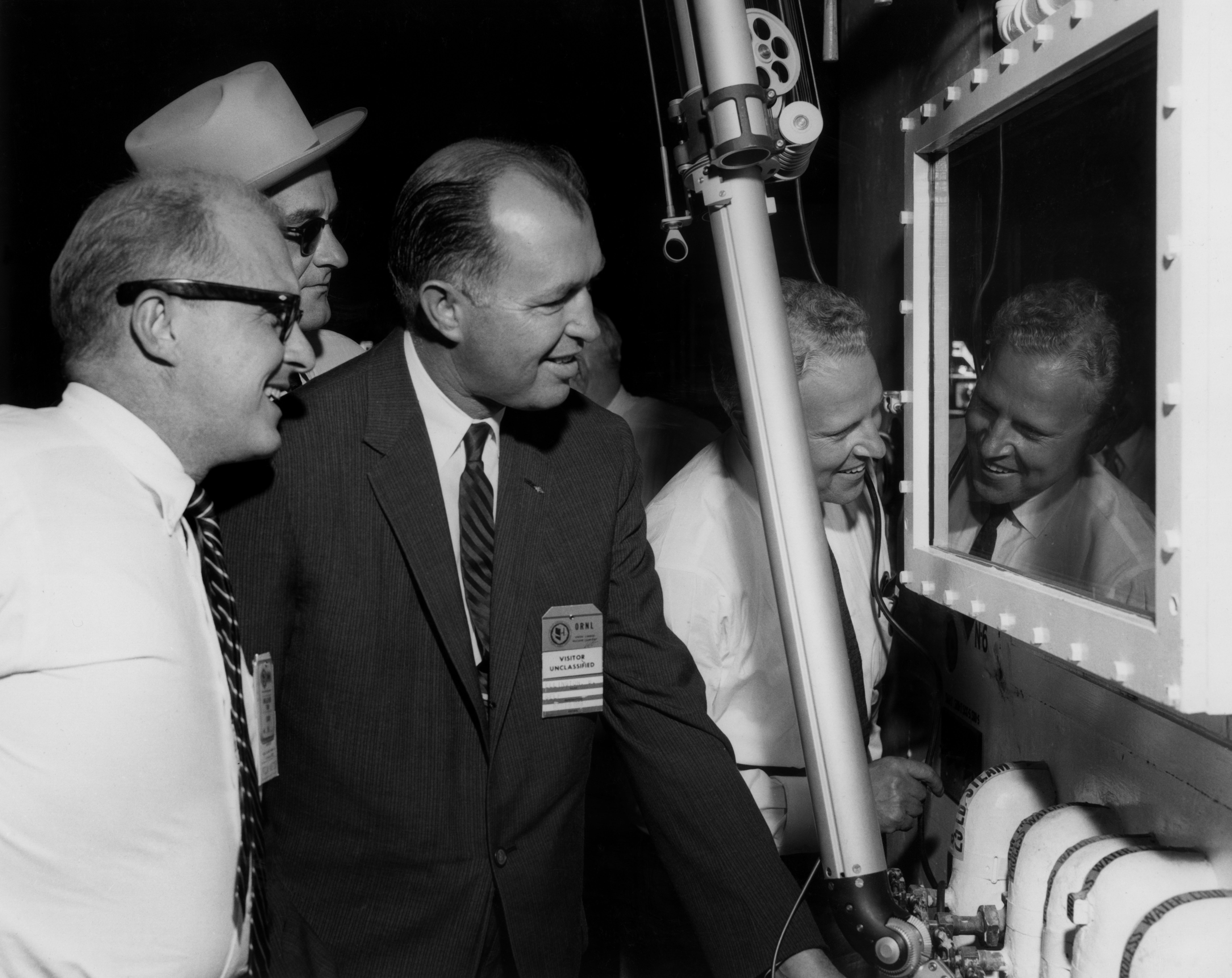
オークリッジ国立研究所にて、ケイシーペンテコステ、リンドン・ジョンソン、ビュフォード・エリントンやアルバート・ゴア・シニアがホットセルのリモート・マニピュレーターを操作する。（1958年10月19日）

1945年、企業「中央研究所」（Central Research Laboratories） は、アルゴンヌ国立研究所とリモート・マニピュレーターを開発する契約を結んだ。その意図は、密閉されたチャンバーまたはホットセル内の高放射性物質を操作する装置を、チャンバーの側壁を通して作動するメカニズムに置き換え、研究者が安全に作業することを可能にした。
その結果、マスタースレーブ・マニピュレーターMk. 8またはMSM-8であり、これが象徴的なリモートマニピュレーターになった。ニュース映画やアンドロメダストレイン、THX1138などの映画でも見られる。
ロバート・A・ハインラインは、リモート・マニピュレータのはるかに早い起源を主張した。彼は、1918年のポピュラーメカニクスの「重症筋無力症に苦しむ不運な人...（その人は）彼が持っていたわずかな力を使用できるように複雑なレバー配置を考案した」に関する記事を読んだ後、「ウォルド」のアイデアを得たと書いている。